# Euryglossina lynettae
Euryglossina lynettae là một loài Hymenoptera trong họ Colletidae. Loài này được Rayment mô tả khoa học năm 1955.